# Bistum Chiemsee

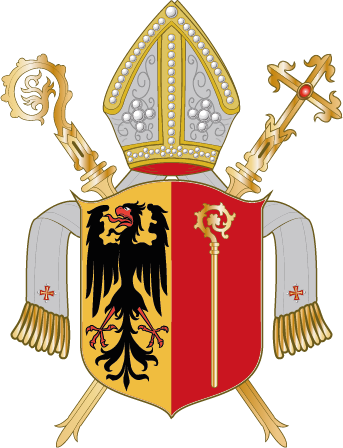
Wappen des Bistums Chiemsee

Das Bistum Chiemsee war eine 1215/16 gegründete, dem (Fürst-)Erzbischof von Salzburg unterstehendes Eigenbistum der römisch-katholischen Kirche. Als Kathedrale diente die Klosterkirche des Stifts Herrenchiemsee auf der Herreninsel im Chiemsee in Bayern.
Als Folge der Säkularisation in Bayern trat 1808 der letzte Bischof des Bistums zurück. Das Bistumsgebiet ging mit dem Bayerischen Konkordat 1817/18 in den Erzbistümern München-Freising und Salzburg auf.
2009 wurde Chiemsee als Titularbistum der römisch-katholischen Kirche wiedererrichtet.

## Bistum Chiemsee (1216–1808)

### Gründung
Das Bistum Chiemsee wurde 1216 durch den Salzburger Erzbischof Eberhard von Regensberg begründet. Er folgte hierbei dem Vorbild seines Vorgängers, der bereits das Bistum Gurk als Eigenbistum errichtet hatte. Zur Bistumsgründung erteilte Kaiser Friedrich II. 1213 zunächst die Erlaubnis für Frauenchiemsee und 1215 für Herrenchiemsee. Im darauf folgenden Jahr stimmte auch Papst Innozenz III. dem Vorhaben des Erzbischofs zu. Zur Kathedrale wurde die Kirche des Klosters Herrenchiemsee bestimmt. Die Augustinerchorherren des Klosters Herrenchiemsee bildeten das Domkapitel. An seiner Spitze stand ein Dompropst, der zugleich Archidiakon der Diözese war.
Begründet wurde die Schaffung eines weiteren Eigenbistums mit der geographischen Ausdehnung des Erzbistums Salzburg, welches einen eigenen Bischof vor Ort wünschte und zudem gleichzeitig die Errichtung weiterer Landesbistümer zu verhindern suchte.

### Stellung im Erzbistum Salzburg
Der Bischof von Chiemsee galt als Lehnsmann des Salzburger Erzbischofs, der von diesem nominiert, konfirmiert, konsekriert und investiert wurde. Er fungierte damit als persönlicher Weihbischof des Erzbischofs, der ihm auch weitere Aufgaben übertragen konnte.

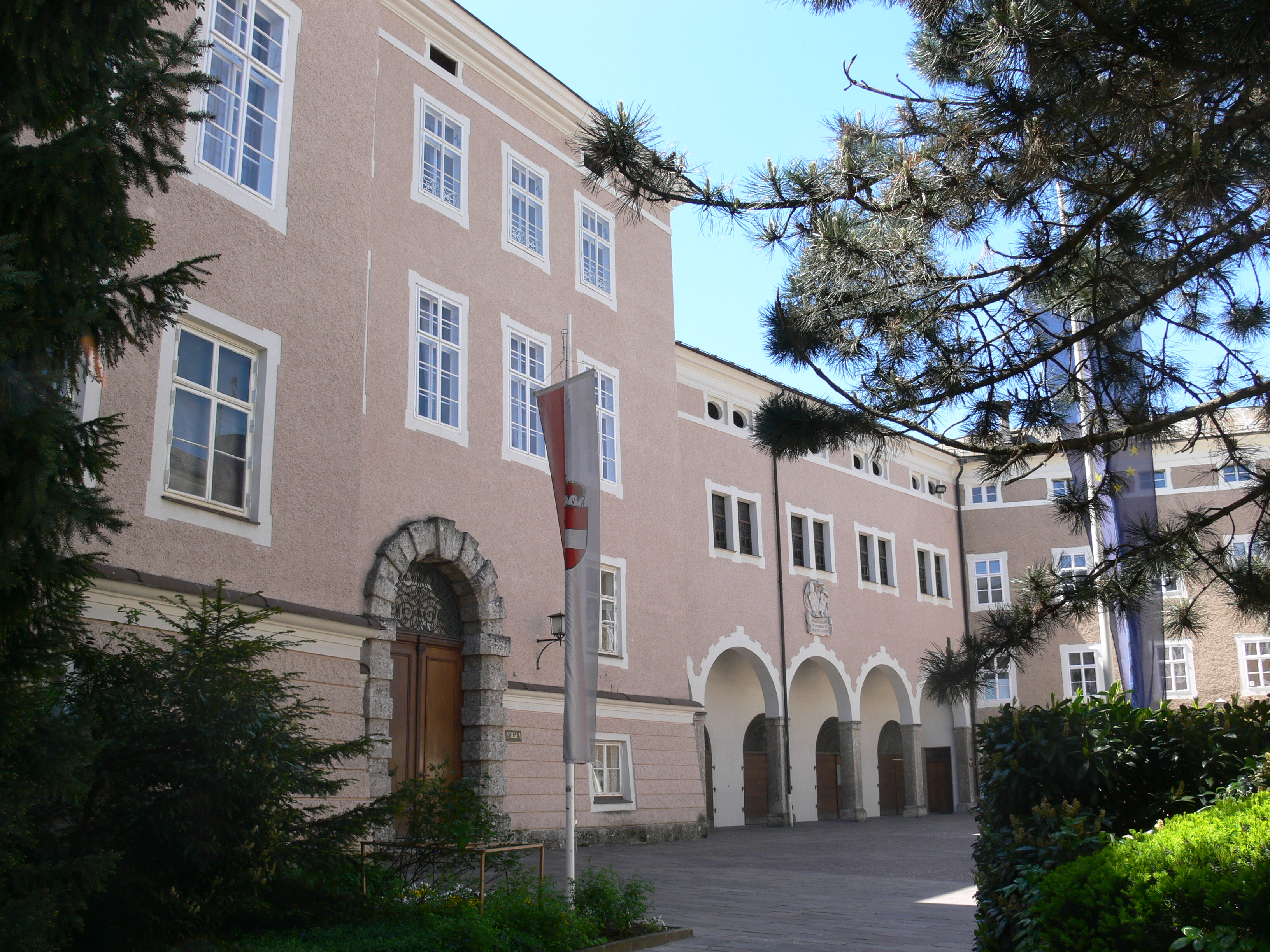
Der Chiemseehof in Salzburg, seit dem 14. Jahrhundert Sitz der Bischöfe von Chiemsee

Da der Bischof von Chiemsee Weihbischof von Salzburg war, residierte der Bischof von Chiemsee meist in Salzburg, wo er seit Anfang des 14. Jahrhunderts den Chiemseehof bewohnte. Als Vasall des Erzbischofs von Salzburg hatte der Bischof von Chiemsee zwar Sitz und Stimme auf den Salzburger Landtagen, nicht aber im Reichsfürstenrat.
Wenn die Bischöfe von Chiemsee im 14. Jahrhundert auch ihre Kompetenzen ausbauen konnten, blieben sie als Eigenbischöfe im Vergleich zu anderen Bischöfen stets unter der Hoheit des Metropoliten. In seiner Kathedrale, die im Besitz der Augustiner-Chorherren von Herrenchiemsee stand, besaß der Bischof von Chiemsee nur den Bischofsthron, hatte aber sonst keine Rechte. Aus diesem Grund wurde die Pfarre St. Johann in Tirol 1446 unter Bischof Silvester Pflieger der bischöflichen Mensa inkorporiert und somit zur bischöflichen Pastoralresidenz. Dadurch hatte der Bischof von Chiemsee einen Ort innerhalb seiner Diözese, in dem er seine Amtsgeschäfte ungestört ausüben und Synoden abhalten konnte.

### Ausdehnung und Organisation

#### Gebiet des Bistums
Das Gebiet des Bistums Chiemsee war gänzlich vom Erzbistum Salzburg umschlossen. Die Bistumsgrenzen verliefen vom Chiemsee über das Achental und das Leukental bis zum Pass Thurn in Tirol und über den östlichen Teil des Brixentales und des Söllandls zum Chiemsee zurück. Kloster Frauenchiemsee war nicht Teil des Bistums, sondern gehörte dem Erzbistum Salzburg an.
Bei seiner Gründung bestand das Bistum aus zehn Pfarreien: Herrenchiemsee, Prien am Chiemsee, Eggstätt, Söllhuben, Grassau, Söll, Kirchdorf, St. Johann im Leukental, Brixen im Thale und St. Ulrich am Pillersee. Ab 1312 gehörte die Pfarre Brixen politisch zum Erzstift Salzburg und ab 1505 die Pfarren Kirchdorf, St. Johann, Söll und St. Ulrich zu Tirol, sodass sich das Bistum schließlich über die Einflussbereiche von drei Landesfürsten erstreckte.
Zusätzlich kamen im Laufe der Zeit zahlreiche weitere zerstreute Güter in den Besitz der Bischöfe von Chiemsee, etwa die Hofmarken Bischofshofen im Pongau (Schenkung 1215) oder Koppl östlich von Salzburg.
1804 bestand das Bistum Chiemsee aus 16 Vikariaten, 10 Kuratien, 10 Kooperaturen, 11 Kaplaneien und Benefizien, einem Priesterhaus, einem Chorherrenstift und einem Kapuzinerkloster. In den damals elf Pfarreien lebten 38.818 Katholiken.

#### Kathedrale

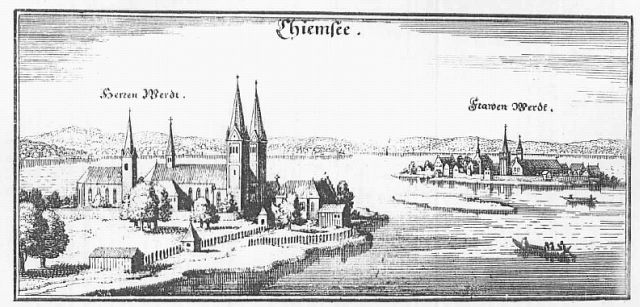
Kupferstich des Stifts Herrenchiemsee auf der Herreninsel im Chiemsee aus der Topographia Germaniae des Matthaeus Merian um 1644

Bischofskirche des Bistums Chiemsee war die Klosterkirche des Stifts Herrenchiemsee auf der Herreninsel im Chiemsee in Bayern, die deshalb auch „Inseldom“ genannt wurde. Die Augustiner-Chorherren dieses Stifts bildeten das Domkapitel, der Propst dieses Stifts war zugleich Archidiakon des Bistums. 1676 bis 1678 wurde ein neuer Inseldom durch den Graubündner Baumeister Lorenzo Sciascia im prachtvollen Barock errichtet.

#### Archidiakonat
Bereits bei der Bistumsgründung wurde festgelegt, dass die Rechte des Archidiakons von Chiemsee, der zugleich Propst des Augustinerchorherrenstifts war, nicht geschmälert werden sollten. Die Vogteirechte über das Kloster übte das Herzogtum Bayern aus, auf dessen Gebiet das Archidiakonat lag. Bischof und Archidiakon standen stets in einem Kompetenzstreit, wobei Bayern die Position des Archidiakons unterstützte. 1446 erlangte Propst Ulrich Häupl das Recht, die Pontifikalien zu tragen. Nach 1498 erlangte Propst Rupert Puetinger den Titel eines Pfalzgrafen des Lateran.
Erst durch die Stärkung der bischöflichen Rechte durch das Konzil von Trient verfügte der Bischof über die volle Ordinariatsgewalt. Klare Rechtsverhältnisse wurden erst 1613 durch die Teilung des Archidiakonates in einen erzbischöflich-salzburgischen und einen bischöflich-chiemseeischen Teil geschaffen. Durch die Errichtung eines Dekanates in St. Johann wurde der Einfluss des Dompropstes 1621 wiederum verringert.

#### Bischöfe
Die Liste der Bischöfe von Chiemsee beginnt 1216 mit Rüdiger von Bergheim-Radeck und endet 1808 mit Sigmund Christoph von Waldburg zu Zeil und Trauchburg.

### Niedergang und Auflösung
Das Stift Herrenchiemsee wurde 1803 im Zuge der Säkularisation in Bayern aufgelöst. Es kam in staatlichen Besitz und wurde im selben Jahr an den Mannheimer Kaufmann Carl von Lüneschloß verkauft. 1807 wurde die als Kathedrale des Bistums Chiemsee dienende Stiftskirche  profaniert, 1808 verzichtete der letzte Bischof von Chiemsee, Sigmund Christoph von Zeil und Trauchburg, auf sein Amt.
Der oberbayerische Teil des Bistumsgebiets ging mit dem Bayerischen Konkordat 1817/18 im neuen Erzbistum München und Freising und der Tiroler Teil im seines weltlichen Herrschaftsgebiets beraubten Fürsterzbistum Salzburg auf.
Zwischen 1818 und 1820 ließ der Münchner Großkaufmann Alois von Fleckinger die Türme und den Chor der ehemaligen Stiftskirche von Herrenchiemsee abbrechen und richtete im ehemaligen Langhaus eine Brauerei ein. Der Hochaltar kam nach Rimsting, die Johann-Christoph-Egedacher-Orgel nach Tittmoning.

## Titularbistum Chiemsee (seit 2009)
Im Januar 2009 wurde das ehemalige Bistum von Papst Benedikt XVI. als Titularbistum wiedererrichtet. Der Titularsitz ist derzeit vakant.

## Bistumswappen
Das Wappen des Bistums Chiemsee ist ein gespaltener Schild. Im rechten goldenen Feld ein schwarzer, rot bezungter Adler und in dem linken roten Felde ein silbernes gotisches Pastorale. Der schwarze Adler auf gold ist ein Reichsadler, der von der Gründungserlaubnis für Frauen- und Herrenchiemsee durch Kaiser Friedrich II. 1213/15 herrührt (Chiemseeadler).
Das Wappen des Bistums überlebte in einigen Wappen des ehemaligen Bistumsgebiets. Der Adler erhielt sich im Wappen des Landkreises Traunstein und der Gemeinde Reit im Winkl, der Bischofsstab ist ein Teil des Wappens der Marktgemeinde St. Johann in Tirol, wo auch im Museum der Gemeinde an das ehemalige Bistum erinnert wird. Adler und Bischofsstab finden sich im Wappen von Bischofshofen.

Adler und Bischofsstab im Wappen von Bischofshofen
Wappen des Landkreises Traunstein: Der Chiemseeadler rechts oben
Wappen der Gemeinde Reit im Winkl
Der Bischofsstab im Wappen von St. Johann in Tirol